# Olimpia La Salle
L'H.C. Olimpia La Salle è stata una società di pallamano di Torre del Greco (NA).

## Storia

### La Fondazione e gli anni "d'oro"
L'H.C. Olimpia La Salle  fu fondata nel 1975 dal professore Salvatore Sorrentino, insegnante di scuola elementare che incominciò con gli alunni della sua classe a praticare questo sport. Inizialmente questo era il factotum della squadra, ossia allenatore, presidente e finanziere. Più tardi alcuni amici e genitori iniziarono a collaborare con il prof.. Così presidente divenne il prof. Simone Pecoraro, padre di due giovani atleti a cui si affiancarono altri genitori : Visciano, Panariello, Rivieccio. Tra i risultati più importanti della società ricordiamo: 1980/81 Promozione in serie B; 1982 Campioni d'Italia "Allievi"; 1984 Campioni d'Italia "Juniores"; 1985 Campioni d'Italia "Juniores"; 1987 Promozione in serie A/2; 1988 Campioni d'Italia A/2 (ultimo del prof. Salvatore Sorrentino).

### Stagione 1997/98
Nella stagione 1997/98 la squadra partecipa alla Serie B e viene inserita nel girone con l'Acli Avellino, gli Amatori Roma, gli Amatori Terranova, l'Handball Club Fondi, la Pallamano Scafati, Pallamano Noci, Pallamano San Giorgio, Pallamano Ginosa e Pallamano Vasto. La Salle parte fortissimo vincendo le prime quattro partite, tra cui la prima in trasferta ad Avellino. Una battuta di arresto arriva alla 6ª giornata con la sconfitta sul campo degli Amatori Terranova. Nelle successive giornate arrivano prestazioni altalenanti con vittorie alternate a sconfitte. Alla fine del girone di andata l'Olimpia si ritrova con 14 punti. Dopo il girone di ritorno la situazione resta quasi invariata con 7 vittorie anche nel girone di ritorno e la chiusura del campionato a 28 punti alle spalle degli Amatori Roma. Il secondo piazzamento consente alla compagine torrese di avanzare di categoria in Serie A2.

### Stagione 1998/99
La Serie A2 dell'Area Sud comprende tra le altre squadre quelle appartenenti al Lazio, alla Sardegna e alla Sicilia come la Pallamano Junior Fasano, il CUS Palermo, la Pallamano CUS Chieti, lo Sporting Club Gaeta. Dopo le prime quattro giornate in cui la squadra rimedia 1 vittoria e 3 sconfitte, i torresi si ritirano dal campionato.

### Stagione 1999/00
La squadra torrese riparte dalla Serie C, dove dopo un modesto campionato, chiude la stagione a 25 punti al sesto posto con 7 vittorie e 9 sconfitte.

### Stagione 2000/01
Anche questa è un'annata sofferta per i torresi, che escludendo gli Amatori Ischia(esclusa), Campobasso(esclusa) e Baiano(ritirata) chiude all'ultimo posto nel campionato di Serie B con un misero bottino di 9 punti, con sole 3 vittorie al fronte di 13 sconfitte

### Stagione 2001/02
Nella stagione la compagine torrese che viene inserita nel girone E della Serie B. Dopo un ottimo campionato chiuso con 33 punti e con sole 3 sconfitte alle spalle dell'Handball Benevento, la squadra è ammessa alla semifinale dei play-off, dove affronta in casa la terza classificata, il Campania. L'Olimpia riesce ad imporsi 23-22 e a qualificarsi così in finale dove affronta la prima classificata l'Handball Benevento, che a sua volta ha superato nettamente nella semifinale la Pallamano Scafati. L'andata si disputa a Benevento, ed è una gara a senso unico che vedi imporre i sanniti per 17-33. Nella gara di ritorno la partita è più combattuta, ma alla fine la musica non cambia ed è il Benevento a trionfare e a qualificarsi per il play-off promozione delle squadre del sud. Nonostante la finale persa la stagione può essere considerata soddisfacente, viste le delusioni amare delle annate precedenti.

### Stagione 2002/03
Per il terzo anno consecutivo L'Olimpia La Salle prende parte al campionato di Serie B. Stavolta il campionato non regala particolari soddisfazioni, relegando i torresi al penultimo posto a 6 punti con 2 vittorie e 12 sconfitte. A causa di questi risultati è quindi costretta a prender parte ai play-out per evitare la retrocessione. Nelle semifinali l'Olimpia affronta la squadra Renzulli S.M. di Serino che ha chiuso il campionato al sesto posto con il doppio dei punti rispetto ai torresi. All'andata in casa del Renzulli c'è un pareggio per 24-24, mentre al ritorno grazie ad una prestazione maiuscola La Salle riesce ad imporsi davanti al suo pubblico con il netto score 31-17. Con questo risultato l'Olimpia La Salle riesce a salvarsi.

### Stagione 2003/04
La stagione 2003/04 è tranquilla per i torresi che riescono a piazzarsi senza troppi patemi al quinto posto con 13 punti e 4 vittorie, 1 pareggio e 9 sconfitte.

### Stagione 2004/05
Anche questa è una stagione di piazzamento con il quattro posto conquistato grazie ai 14 punti ottenuti con 4 vittorie, 2 pareggi e 6 sconfitte.

### Stagione 2005/06
Il sesto anno consecutivo di Serie B è molto sofferto per i torresi che riescono ad ottenere 7 punti con sole 2 vittorie, 1 pareggio e 11 sconfitte. A causa di queste prestazioni deludenti per i torresi si classificano all'ultimo posto nel girone e di conseguenza a scendere di categoria.

### Stagione 2006/07
Nella stagione 2006/07 la squadra è costretta a ripartire dalla Serie C dove è inserita nel girone che comprende squadre campane e laziali. La squadra torrese riesce a chiudere il girone al terzo posto con 18 punti. Grazie a questo risultato e quindi ammesso al play-off promozione che comprende un girone composto dalle prime 4 squadre classificate nel normale campionato di Serie C: Pallamano Scafati, Roma Trionfale e USCA Atellana, oltre che ai torresi. L'Olimpia chiude il girone al secondo posto a soli 3 punti dallo Scafati e sfuma la possibilità di ritornare subito nella Serie B. Questo sarà l'ultimo anno della squadra a livello professionistico, prima della rifondazione

## Storia recente
Dopo il fallimento della società è nato un nuovo corso guidato da Andrea Izzo e Luigi Panariello che punta soprattutto alla crescita dei giovani torresi. Proprio per questo si è puntato a ripartire dai giovani nati dal 1997 in poi per cercare di riaprire un nuovo ciclo vincente. Dopo buoni piazzamenti nei campionati giovanili tra il 2011 e il 2015, la squadra prende parte al campionato di serie B 2015/16.

### Stagione 2015/16
La stagione parte male per la squadra campana che perde le prime partite per poi riprendersi nella seconda parte della stagione. La squadra torrese chiude la stagione al terzo posto nel girone della Campania. Ai play-off per accedere alla Serie A2 ai quarti di finale l'Olimpia La Salle incontra il Fasano. All'andata la squadra torrese supera in casa di 8 reti la compagine pugliese, che in una contestatissima partita di ritorno batte l'Olimpia per 24-14 accedendo alle semifinali.

## Campo di gioco
L'impianto storico dove l'Olimpia La Salle disputava le proprie partite casalinghe è la tendostruttura "La Salle".

La struttura si trova in Via Alcide de Gasperi ed ha una capienza di circa 100 spettatori. È gestito dal comune di Torre del Greco